# Équipe du Guyana de curling
L'équipe du Guyana de curling est la sélection qui représente le Guyana dans les compétitions internationales de curling. En 2017, les équipes ne sont pas classées.

## Historique
La fédération nationale de curling est créée en 2016 sous l'impulsion de Rayad Hussain, un curler canadien de naissance, qui voyait le besoin de développer un sport d'hiver dans les Caraïbes. Dans le championnat d'Amérique, il n'existait que l'équipe du Brésil qui affronte depuis 2009 le Canada  ou les États-Unis.
La Fédération a reçu le statut de membre conditionnel de la Fédération mondiale de curling (56e membre) lors de son congrès mondial de curling à Stockholm en septembre 2016, ce qui lui permettra d'accéder aux programmes de développement pour promouvoir le sport. Rayad Hussain et sa sœur Farzana Hussain constitue la première équipe de double mixte en ayant l'occasion de s'entrainer sur une piste de glace à l'étranger. Le reste de l'initiation se fait avec l'utilisation d'une version de « curling de rue » avec une piste synthétique.